# آيت علي (واولى)
آيت علي هي إحدى مشيخات المملكة المغربية، تتبع جغرافيا لإقليم أزيلال وإداريًا لواولى. يقدر عدد سكانها بـ 20849 نسمة حسب الإحصاء الرسمي للسكان والسكنى لسنة 2004.